# Fiat Topolino (1936)
Модель Fiat 500, более известная под названием Topolino (итал. "маленькая мышка", также итальянское название Микки-Мауса) — автомобиль, выпускавшийся компанией Fiat с 1936 по 1955 год.

## История производства

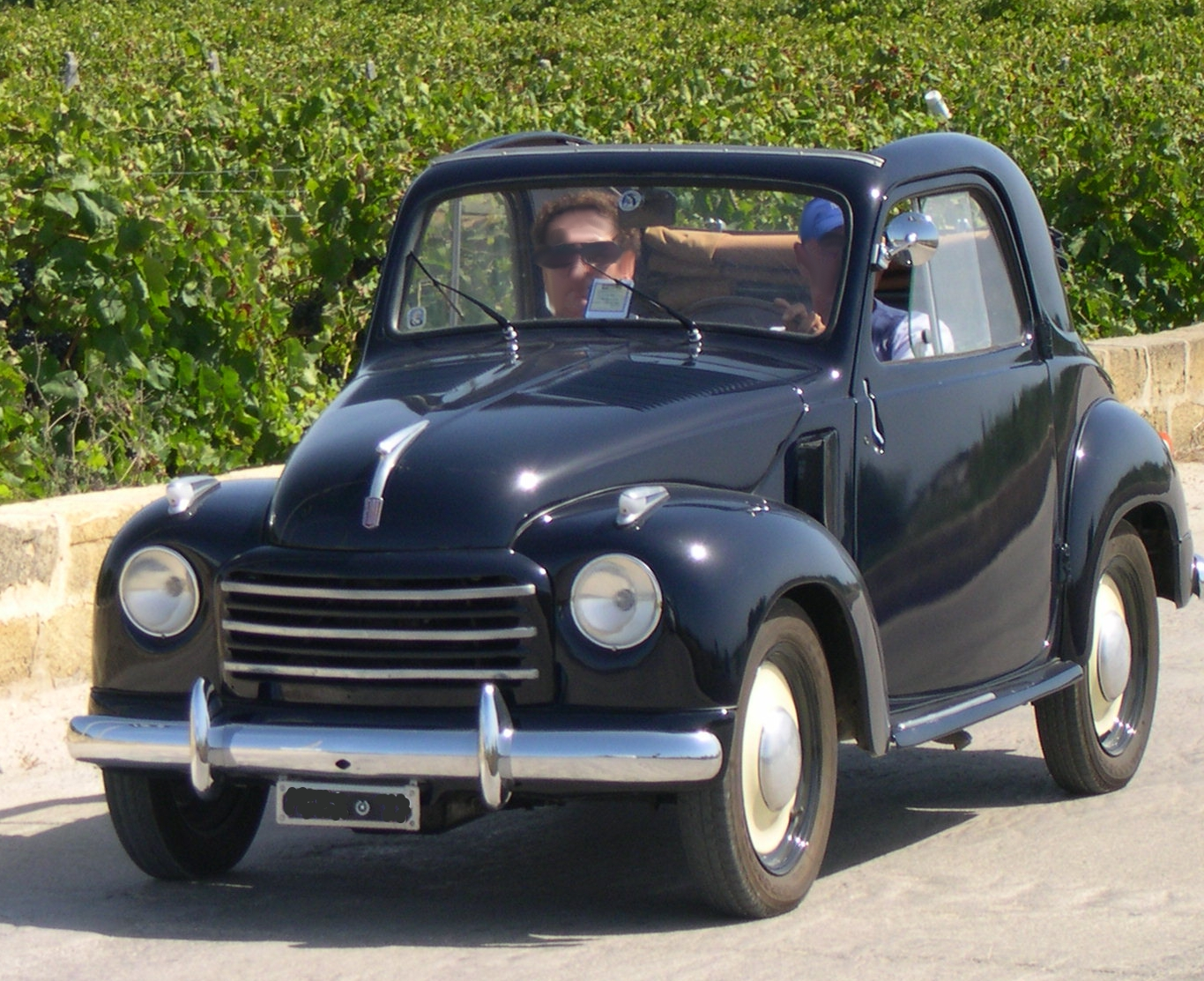
Fiat Topolino в позднем рестайлинге образца 1949 года

В 1930-50-х Fiat Topolino был одним из самых миниатюрных крупносерийных автомобилей в мире. Запущенные в производство в 1936 году, три модификации Topolino производились до 1955 года с небольшими изменениями (рестайлинг в 1949 году). Автомобиль оснащался миниатюрным четырехцилиндровым двигателем с рабочим объёмом 569 см³ и водяным охлаждением термосифонного типа, смонтированным перед передней осью. Радиатор был расположен позади двигателя, и за счет этого удалось ощутимо «скосить» переднюю часть автомобиля. Это давало отличный обзор для водителя..
Задняя подвеска состояла из четверть-эллиптических рессор, однако были отмечены случаи когда владельцы усаживали и по четыре или даже пять пассажиров в эту двухместную машинку, а на более поздней модификации в 1949 году шасси было удлинено, что позволило использовать в подвеске полуэллиптические рессоры, и позволило создать модификацию в кузове универсал.
Хотя максимальная скорость автомобиля составляла всего 85 км/ч, но расход топлива около 6 литров на 100 км был достаточно низким для своего времени. Цена на автомобиль была запланирована на уровне около 5000 лир, но к фактическому началу продаж она составила уже 9750 лир. Однако в связи с падением цен, машина позже стала продаваться по цене около 8900 лир. Несмотря на то, что цена сильно возросла против планировавшейся, автомобильчик оказался весьма конкурентоспособным.
Всего было продано около 520 000 микроавтомобилей серии Topolino классической компоновки.
Французские версии «Тополино» производились компанией Simca под наименованием Simca 5 (1936-1948) и Simca 6 (1947-1950).
В 1955 году в производство был запущен заднемоторный Fiat 600, который два года спустя послужил основой для нового поколения также заднемоторных автомобилей Fiat Nuova 500 с вместимостью 2+2, который, довольно часто, но ошибочно считают единственной моделью производства Fiat с индексом «500».

## В культуре
Fiat 500 Topolino образца 1936 года (довоенной серии) снялся в качестве «главного автомобильного героя» в культовой комедии «Римские каникулы» 1953 года с Грегори Пеком и Одри Хэпбёрн в главных ролях.
Из-за своих карикатурно малых размеров «Фиат Тополино» часто оказывался также главным «героем» множества итальянских шуток и анекдотов.
Например, княжна Мария Васильчикова так пишет про этот автомобиль в 1941 году:
У него [итальянского военно-воздушного атташе в Берлине Марио Гаспери] новый «Фиат» размером с радиоприёмник, называется «Тополино». Странное ощущение…
«Мышонку» посвящена одна из самых известных песен Паоло Конте — «La Topolino amaranto» («„Тополино“ амарантового цвета»):
| Oggi la benzina è rincarata È l'estate del quarantasei Un litro vale un chilo d'insalata Ma chi ci rinuncia? A piedi chi va? L'auto, che comodità Sulla Topolino amaranto Dai siedimi accanto Che adesso si va | Бензин нынче дорог Это лето сорок шестого Литр стоит как килограмм салата Но кто сдается? Кто пойдёт пешком? Автомобиль — такая удобная штука В амарантовый «Тополино» Давай, садись рядом со мной И покатили |
| --- | --- |